# Kostrići
Kostrići je naselje u Republici Hrvatskoj, u sastavu Općine Majur, Sisačko-moslavačka županija. 

## Stanovništvo
U studenome 1991. godine četnici su pobili sve stanovnike Kostrića. Ubili su u kućama, na spavanju svih 16 stanovnika toga mjesta, među njima i dvoje djece koji su imali tri odnosno pet godina.
Prema popisu stanovništva iz 2001. godine, naselje je imalo 4 stanovnika te 3 obiteljskih kućanstava.
| broj stanovnika |       |       |       |       |       |       |       |       | 117   | 111   | 105   | 69    | 47    | 15    | 4     | 3     | 2     |
|                 | 1857. | 1869. | 1880. | 1890. | 1900. | 1910. | 1921. | 1931. | 1948. | 1953. | 1961. | 1971. | 1981. | 1991. | 2001. | 2011. | 2021. |

## Spomenici
Dana 18. svibnja 2011. u Kostrićima je otkriveno spomen oblježje masovne grobnice kojim se odaje počast svim mučki ubijenim mještanima Kostrića. Ovo je spomen obilježje 16. obilježje masovne grobnice u Sisačko-moslavačkoj županiji.